# Filip I Hinckaert
Filip I Hinckaert, heer van Chantelieu (vóór 1352 – ca. 1430) was een Brabants edelman uit het geslacht Hinckaert. Hij was grootwoudmeester van Brabant (1405-1419)

## Leven
Als zoon van Gerelm Hinckaert en Margareta van Brabant gezegd van Mechelen was Filip afkomstig uit een buitenechtelijke tak van het Brabants hertogelijk huis. Hij was schildknaap en leenman van Brabant.
Onder hertog Wenceslas vocht hij in de Slag bij Baesweiler en werd hij gevangengenomen. De hertog stelde hem hiervoor in 1374 schadeloos. In 1391-1392 was hij opnieuw krijgsgevangen in Gelre en kwam Brussel met losgeld over de brug. Voor Filips de Goede maakte hij zich verdienstelijk in de oorlogen om het graafschap Holland, waarvoor hij werd beloond met de ridderhofstad Mijnden.
Hij stierf na 9 januari 1428 maar vóór 18 juni 1434.

## Familie
In 1384 trouwde hij met Katharina van Dielbeke. Hun kinderen Jan I Hinckaert en Willem Hinckaert stichtten elk een tak van de familie.